# Batalha de Bezzecca

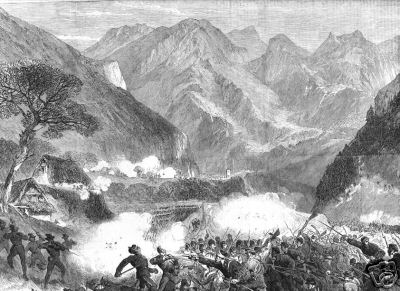
Batalha de Bezzecca

A batalha de Bezzecca foi combatida em 21 de julho de 1866, entre o Reino de Itália e o Império Austríaco, no curso da Terceira Guerra de Independência Italiana. A força italiana, os Caçadores dos Alpes, liderados por Giuseppe Garibaldi, havia invadido o Tirol Meridional (atual Trentino) como parte da ofensiva geral italiana contra as forças austríacas no Tirol, na Lombardia e no Vêneto, depois da decisiva vitória prussiana na Batalha de Königgrätz, que tinha feito a Áustria mover suas tropas em direção a Viena.
Os soldados tiroleses (trentinos), liderados por Bruno Freiherr von Montluisant expulsaram as tropas garibaldinas. 